# Carles Madirolas i Casart
Carles Madirolas (Barcelona, 1934 - 2007) fou un artista plàstic polifacètic: pintor, gravador, ceramista, autor d'esmalts i vidrieres emplomades. Va destacar en pintura mural i la de cavallet al tremp d'ou i a l'oli, la ceràmica, el gravat calcogràfic, la litografia i l'esmalt sobre metall. L'any 1951 va ser guardonat amb el Premi Nacional.
La seva obra fou influenciada pels artistes més coneguts del Renaixement italià. La influència d'aquests mestres es pot observar en les aurores, les delicades figures femenines i el seu estereotipat, espiritual i elegant concepte de bellesa.
No va ser un artista que li agrades fer-se veure en situacions on sovint es troben els artistes, exposava poc. No feia declaracions ni parlava de fets culturals i la relació que tenies amb les seves obres. Es solia quedar al seu estudi inclús quan a les principals capitals del país hi exposaven obres de grans mestres de la història. Considerava que per què les seves pintures assolissin la màxima autenticitat havia d'estar sol i concentrat en el seu estudi. Però quan parlava, en algunes ocasions, ho feia amb ganes i expressava tot el que sentia i volia transmetre a través de les seves obres basades en l'aprenentatge que assolia a la realitat que l'envoltava el dia a dia.

## Obra
Tres i u, trinitat i unitat són el mateix dins l'obra de Carles Madirolas. El pintor va arribar a una síntesi de pensament creatiu que, sense voler anar més enllà de les limitacions humanes en relació amb la divinitat, acostumava a reproduir el principi de tres normes bàsiques com serien la dramàtica, la lírica i la plàstica, representant així la vida de tres formes: humana, vegetal i animal per reproduir l'essència del món que per perpetuar-se ha hagut d'utilitzar molta diversitat.
El número tres té una presència imprescindible en la seva obra, hi és fonamental, igual que, com ell mateix considerava, i ho diuen els tractats i diccionaris que expliquen els símbols, és fonamental també en l'univers.
“Estic fora i veig dins” deia Madirolas algunes vegades fent referència a la voluntat d'introspecció que hi ha a la seva pintura. Les seves obres tenen un ritme musical que prové del seu món interior. Per ell estaven molt relacionats els conceptes: matemàtica, música i pintura. Per aquest motiu moltes de les seves obres tenen un ordre rigorós.
En les seves pintures dels anys 80 són en les que hi trobem el seu període més accentuat en el barroquisme basat en un influència cubista, aquesta normalment mai falta a les seves obres.
Madirolas va ser l'autor del mural de ceràmica que hi havia a l'antiga seu d'Aigües de Barcelona i que va resultar destruït en les obres d'adaptació que es realitzaren per a la conselleria d'Interior de la Generalitat. També va realitzar els 42 panells sobre la creació del món que hi ha a l'edifici conegut com a Chasyr, en la Diagonal, entre els carrers d'Aribau i d'Enric Granados, que Josep Maria Garrut va considerar que marcaria un moment en l'arquitectura barcelonina.
| - Malabarista de bolos - Funambulista - Arlequí equilibrista - L'écuyer - Pallasso saludant - Il·lusionista de napies - Retrat d'écruyer - Equilibrista de tasses | - Salt mortal - La Sardana Blava - Els rosats de Valls - Maternitat - Dones - Retrat de la senyora Maria Assumpció Macià de negre - L'esmorzar al camp - Ceràmiques decoratives de l'edifici Chasyr de la Diagonal de Barcelona. |

## Exposicions
- Carles Madirolas. Sala Nonell (Febrer 1980)[4]